# Summer Hill, New South Wales
Summer Hill este o suburbie în Sydney, Australia.